# Hieromnèmons
Els hieromnèmons (en grec antic, ἱερομνήμων, ονος hieromnḗmōn, onos) foren una classe de representants de l'antiga Grècia, la més honorable d'ambdues classes que componien el consell de l'amficcionia.
També hi havia hieromnèmons en altres estats de l'Hèl·lada diferents dels representants de l'amficcionia: A Mègara, els sacerdots de Posidó; a Bizanci (colònia de Mègara), el màxim dirigent de l'estat era el hieromnèmon i donava el seu nom a l'any; a Calcedònia, també va existir un hieromnèmon; i, a Tasos, s'esmenta un hieromnèmon que tenia el control del tresor.